# متحف جوسلين للفنون
متحف جوسلين للفنون هو متحف للفنون يقع في أوماها،نبراسكا.تم افتتاحه في 29 نوفمبر 1931.